# Mance (Meurthe i Mosel·la)
Mance és un municipi francès situat al departament de Meurthe i Mosel·la i a la regió del Gran Est. L'any 2007 tenia 618 habitants.

## Demografia

### Població
El 2007 la població de fet de Mance era de 618 persones. Hi havia 240 famílies, de les quals 36 eren unipersonals (4 homes vivint sols i 32 dones vivint soles), 76 parelles sense fills, 100 parelles amb fills i 28 famílies monoparentals amb fills.
La població ha evolucionat segons el següent gràfic:
Habitants censats

### Habitatges
El 2007 hi havia 251 habitatges, 241 eren l'habitatge principal de la família, 1 era una segona residència i 9 estaven desocupats. 228 eren cases i 23 eren apartaments. Dels 241 habitatges principals, 210 estaven ocupats pels seus propietaris, 27 estaven llogats i ocupats pels llogaters i 4 estaven cedits a títol gratuït; 1 tenia una cambra, 4 en tenien dues, 20 en tenien tres, 54 en tenien quatre i 162 en tenien cinc o més. 213 habitatges disposaven pel capbaix d'una plaça de pàrquing. A 73 habitatges hi havia un automòbil i a 149 n'hi havia dos o més.

### Piràmide de població
La piràmide de població per edats i sexe el 2009 era:
| Homes | Edats   | Dones |
| ----- | ------- | ----- |
| 0     | 95 o +  | 4     |
| 0     | 90 a 94 | 0     |
| 4     | 85 a 89 | 0     |
| 0     | 80 a 84 | 4     |
| 8     | 75 a 79 | 20    |
| 0     | 70 a 74 | 4     |
| 16    | 65 a 69 | 8     |
| 12    | 60 a 64 | 12    |
| 16    | 55 a 59 | 20    |
| 24    | 50 a 54 | 28    |
| 36    | 45 a 49 | 36    |
| 20    | 40 a 44 | 28    |
| 20    | 35 a 39 | 20    |
| 20    | 30 a 34 | 20    |
| 8     | 25 a 29 | 4     |
| 12    | 20 a 24 | 8     |
| 28    | 15 a 19 | 12    |
| 36    | 10 a 14 | 24    |
| 20    | 5 a 9   | 28    |
| 8     | 0 a 4   | 4     |

## Economia
El 2007 la població en edat de treballar era de 440 persones, 301 eren actives i 139 eren inactives. De les 301 persones actives 278 estaven ocupades (153 homes i 125 dones) i 23 estaven aturades (13 homes i 10 dones). De les 139 persones inactives 57 estaven jubilades, 39 estaven estudiant i 43 estaven classificades com a «altres inactius».

### Ingressos
El 2009 a Mance hi havia 237 unitats fiscals que integraven 599,5 persones, la mediana anual d'ingressos fiscals per persona era de 23.566 €.

### Activitats econòmiques
Dels 25 establiments que hi havia el 2007, 2 eren d'empreses de fabricació d'altres productes industrials, 3 d'empreses de construcció, 3 d'empreses de comerç i reparació d'automòbils, 2 d'empreses de transport, 1 d'una empresa d'hostatgeria i restauració, 1 d'una empresa d'informació i comunicació, 3 d'empreses financeres, 2 d'empreses immobiliàries, 6 d'empreses de serveis i 2 d'entitats de l'administració pública.
Dels 3 establiments de servei als particulars que hi havia el 2009, 1 era una lampisteria, 1 restaurant i 1 agència immobiliària.
L'any 2000 a Mance hi havia 6 explotacions agrícoles.

## Equipaments sanitaris i escolars
El 2009 hi havia una escola elemental.

## Poblacions més properes
El següent diagrama mostra les poblacions més properes.